# William C. Oates
William Calvin Oates, né le 30 novembre ou le 1er décembre 1835 et mort le 9 septembre 1910, est un homme politique démocrate américain. Il est gouverneur de l'Alabama entre 1894 et 1896.
Il est colonel confédéré pendant la guerre de Sécession (1861-1865) et brigadier général dans l'armée américaine pendant la guerre hispano-américaine (1898).